# Fårup Sø
Fårup Sø er en 99 ha stor sø i den øverste ende af Grejs Ådal sydvest for Jelling. Søens dybeste sted er 11 meter.
Ved Fårupvej ved søens østlige ende findes en kiosk med bådudlejning, en campingplads og en kro.
Vikingebåden "Jelling Orm", der i sommerhalvåret ligger på søen, sejler indimellem en tur og kan lejes.
På søens nordlige side findes Fårupgård.
Søen er siden 2000 blevet meget ren, således vandsigtet nu er 2,4 meter (før 2000 kun 1,4 meter). Årsagen hertil skal findes i søens 1,3 milliarder vandremuslinger, der dagligt renser vandet for alger mv. som tidligere var et stort problem i søen.
Fårup Sø er en del af Natura 2000-område nr. 81 Øvre Grejs Ådal 
- Fårup Sø Kiosks bådebro med udsigt til campingpladsen
- Jelling Orm
- Fårup Sø Kiosk ved Fårupvej
- Skovdal Kro lige nordøst for søen